# Jarosław Lasecki

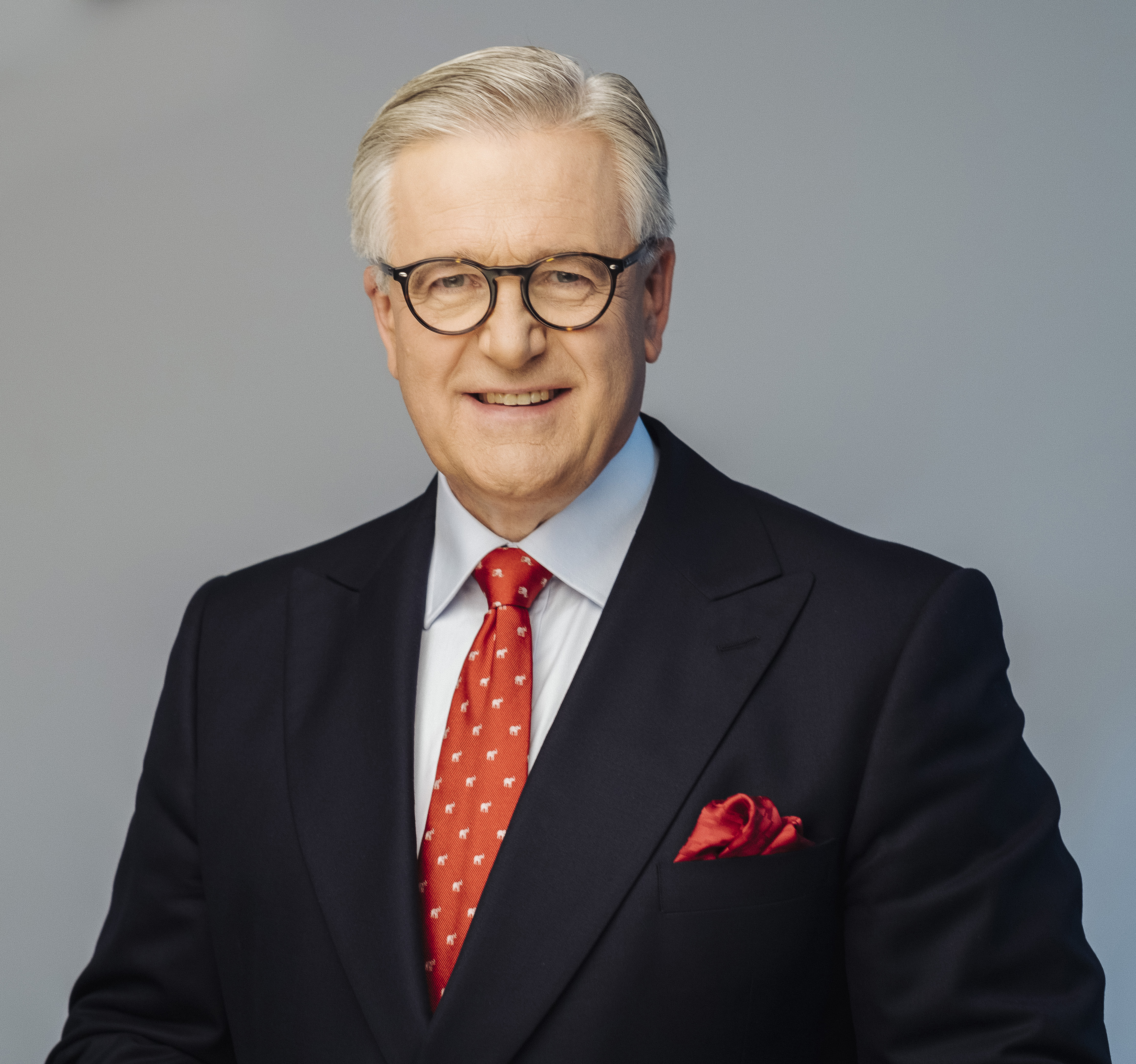
Jarosław Lasecki

Jarosław Wacław Lasecki (* 1. Juni 1961 in Myszków) ist ein polnischer Politiker und Unternehmer. Seit 2005 ist er Mitglied des polnischen Senats.

## Leben
Lasecki studierte an der Mechanischen Fakultät der Technischen Universität Krakau, dem Institut für Germanistik der Universität Paderborn und dem Institut für angewandte Thermodynamik der RWTH Aachen. Er war Stipendiat der Klöckner-Stiftung. Von 1990 bis 1995 arbeitete er in dem amerikanischen Consultingunternehmen „The Boston Consulting Group“ (BCG) in Düsseldorf und Zürich. 1995 gründete Jarosław Lasecki in Polen die Discountmarktkette „Plus“ wo er unter anderem Vorstandsvorsitzender war. Von 2003 an war er Geschäftsführer der Teng GmbH, die auf dem Markt für Geschäftsimmobilien tätig ist. Jarosław Lasecki ist verheiratet und hat fünf Kinder.
Bei den Parlamentswahlen 2005 wurde er als unabhängiger Kandidat im Wahlkreis Częstochowa zum Senator des Senats gewählt. Sein Abgeordnetenmandat erlosch am 19. Dezember 2005 infolge der Entscheidung des Obersten Gerichtshofs über die Ungültigkeit der Senatswahlen in diesem Wahlkreis aufgrund fehlerhafter Wahlscheine. Am 22. Januar 2006 wurde er bei der Wiederholung des Urnengangs erneut gewählt. Er saß im Ausschuss für Volkswirtschaft und im Ausschuss für auswärtige Angelegenheiten.

### Wirken
Jarosław Lasecki finanzierte aus eigenen Mitteln die Denkmalpflege in der Region u. a. für die Renovierung der Pfarrkirche in Żuraw und die Rekonstruktion der Burg Bobolice und andere nationale Monumente. Er ist Ehrenkommandant der Freiwilligen Feuerwehr in Żuraw, Mitglied des Polnischen Jagdverbands, des Vereins der Manager in Polen, der Industrie- und Handelskammer und der Deutsch-Polnischen Industrie- und Handelskammeungen „Inwestor Roku“ (1999) und „Mecenas Kultury“ (2001). Im Jahr 2004 wurde ihm das Goldene Verdienstkreuz der Republik Polen vergeben. Weiterhin ist er zweifacher Finalist des Wettbewerbs „Manager des Jahres“ (2000 und 2003), Preisträger der Auszeichnerliehen.